# Palacio de la Secretaría de Comunicaciones y Obras Públicas

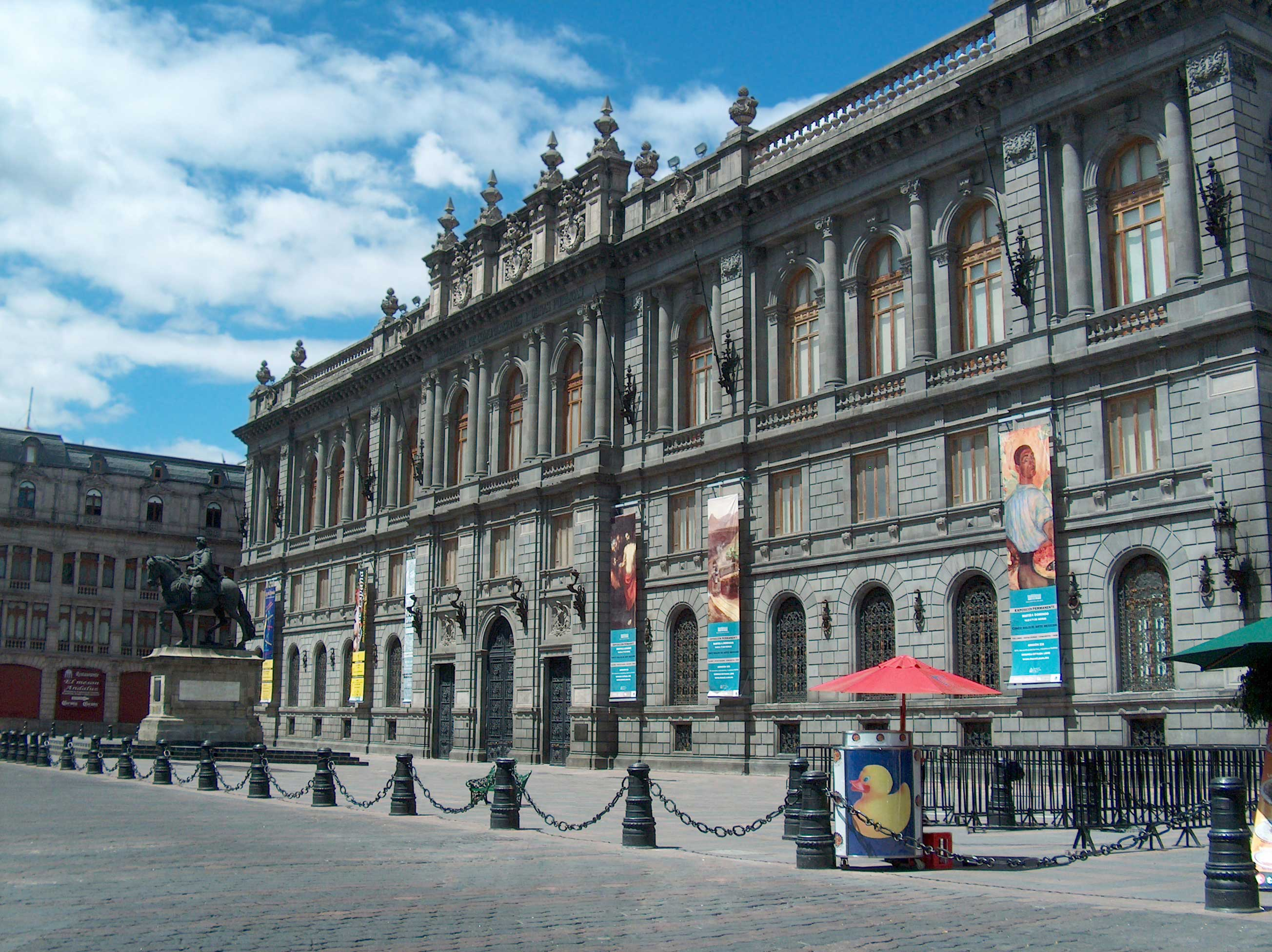
El palacio porfiriano de la antigua Secretaría de Comunicaciones y Obras Públicas, hoy sede del Museo Nacional de Arte y conocido mejor por sus siglas, el MUNAL.

El Antiguo Palacio de la Secretaría de Comunicaciones y Obras Públicas es un edificio monumental de estilo ecléctico levantado a comienzos del siglo XX en los terrenos que ocupó el Antiguo Hospital de San Andrés de la Ciudad de México. En este hospital fue donde se embalsamó y exhibió el cadáver del emperador Maximiliano de Habsburgo tras su fusilamiento. Actualmente, una placa en el Palacio recuerda este hecho.
Se encuentra localizado en la Calle de Tacuba, en el actual Centro Histórico de la Ciudad de México. Ubicado en el espacio conformado por la Plaza Manuel Tolsá, delimita el espacio define el carácter monumental de ésta. La construcción fue ordenada por el entonces presidente, Porfirio Díaz, para mostrar durante su mandato el progreso y avance generado en el país. Al formar parte del conjunto arquitectónico del Centro Histórico de la Ciudad de México, es en consecuencia Patrimonio de la humanidad desde 1987.
Anterior al edificio, en el mismo solar que hoy ocupa se encontraba el Hospital de San Andrés, levantado desde los tiempos de la colonia por la orden de los Jesuitas, al ser expulsados por el Rey Carlos III, el Virrey Carlos Francisco de Croix, Marqués de Croix convierte al inmueble en hospital 1779 a 1905.
La obra actual se ejecutó por órdenes del entonces presidente Porfirio Díaz en el año de 1904, bajo el proyecto del arquitecto italiano Silvio Contri. Díaz buscaba con la creación de este monumental edificio (y muchas otras obras que se levantarían durante su largo mandato) mostrar a México ante el mundo como una nación moderna y avanzada. La obra se terminó hacia el año de 1911. En su edificación se emplearon las técnicas más modernas y no se escatimó detalle alguno: La estructura metálica fue ejecutada por la casa Milliken Bros., de Nueva York; la herrería a la Fondería del Pignone, de Florencia; el alumbrado y la calefacción a la empresa Arthur Franzen and Co., y los elevadores a la Officine Meccaniche Stigler, de Milán. El exterior esta completamente realizado en cantera gris.
La realización de los detalles decorativos del edificio como la herrería y los ornamenos de la piedra, los muebles, pinturas, cristales, puertas y estucos fueron realizados y dirigidos por el artista Mariano Coppedé y su familia, quienes realizaron también la hermosa pintura al temple del plafón de la escalera principal.
El estilo general del inmueble es el ecléctico, muy en uso durante comienzos del siglo XX. Este estilo combina de forma armónica muchos elementos arquitectónicos y decorativos de diversas épocas, aunque predominan varias reminiscencias de corte neoclásico y renacentista en el edificio. Destacan de entre todo el conjunto el salón de recepciones y el patio central.
Este monumento fue destinado en 1973 a alojar al Archivo General de la Nación, hasta que en el año de 1982 fue designado como sede del Museo Nacional de Arte, quien en el año de 1997 realizó una restauración al inmueble.
Fue declarado como Monumento artístico el 5 de abril de 1987 por decreto presidencial.